# Eremophea
Eremophea é um género botânico pertencente à família Amaranthaceae.

## Espécies
- Eremophea aggregata
- Eremophea spinosa